# Lundby Mølle
Lundby Mølle er en fredet hollandsk vindmølle i Lundby omkring 5 km nordvest for Eskilstrup på Nordfalster. Både møllekroppen og hatten er stråtækt, hvilket er sjældent for hollandske møller i Danmark.

## Historie
Møllen blev opført i 1856. I 1896 udgav den senere nobelprismodtager i litteratur Karl Gjellerup romanen Møllen, som Lundby Mølle var model for. Møllen blev fredet i 1959.

## Beskrivelse
Møllen har et galleri omkring det ottekantede tårn. Soklen er opført i kampesten og underdelen af møllen er grundmuret i gule sten, mens hele overmøllen og hatten er stråtækt.
Både møllekroppen og hatten er stråtækt, hvilket er sjældent for hollandske møller i Danmark.
Møllen kan krøje, men har ingen vinger, og er derfor ikke funktionsdygtig. En stor del af inventaret er bevaret.